# Pump (Band)
Pump (Eigenschreibweise: PUMP) waren eine deutsche Hard-Rock-Band aus Stuttgart. Pump tourten mit Axel Rudi Pell und Queensrÿche und spielten im Vorprogramm von Bands wie Dokken, Alice Cooper, Harem Scarem, U.D.O. und Vengeance. Die Band veröffentlichte bisher drei Alben, wobei die beiden ersten unter der Regie von Tommy Newton entstanden.

## Geschichte
Gegründet wurde Pump im Jahr 2002 um den ehemaligen Brainstorm-Sänger Marcus Jürgens. Die Gitarristen Aki Reissmann, Ulli Hauff, Bassist Stephan Bürk und Schlagzeuger Achim Keller komplettierten die Gruppe. Die ersten Auftritte bestritt die Band als Vorgruppe der US-Hard-Rock-Legenden Dokken und Harem Scarem.
2004 nahm Pump ihr Debütalbum Against Everyone’s Advice unter der Regie von Tommy Newton auf. Es folgte eine Tour mit Axel Rudi Pell. Das Nachfolge-Album Breakdown to Breakthrough entstand 2006 ebenfalls in Zusammenarbeit mit Tommy Newton. Nach den Aufnahmen verließ Schlagzeuger Achim Keller die Band, um zu Victory zu wechseln und wurde durch Markus Kullmann ersetzt.
Mit dem ehemaligen Symphorce-Gitarristen Stef Bertolla fand Pump einen geeigneten Nachfolger für Ulli Hauff, der die Band ein Jahr später ebenfalls verließ. Durch den Weggang von Stephan Bürk (aus beruflichen Gründen) und Markus Kullmann, der seine Aufmerksamkeit verstärkt Dezperadoz widmete, stand die Band vor den Aufnahmen zum geplanten dritten Album im Frühjahr 2008 ohne Rhythmus-Sektion da.
Neue Mitstreiter fanden die Stuttgarter in Bassist Micha Vetter und Andy Minich am Schlagzeug. In dieser Besetzung fanden im Sommer 2008 die Aufnahmen statt. In Zusammenarbeit mit Produzent Uwe Lulis (Ex-Grave Digger / Rebellion), wurden in dessen Black Solaris Studios zwölf Titel aufgenommen. Sonic Extasy erschien am 25. September 2009 bei dem Label Fastball Music und wird von Sony Music vertrieben. Es folgte eine Tour mit UFO und House of Lords auf der die Band ihr neues Werk live vorstellte.
Im Frühjahr 2010 wurde Marcel „Selly“ Bernhardt festes Bandmitglied, nachdem er zuvor bereits als Tourgitarrist bei einigen Konzerten ausgeholfen hatte. Im Sommer 2010 war Pump unter anderem auch auf dem Rock-of-Ages-Festival neben Bands wie Gotthard, Foreigner, D-A-D und Golden Earring zu sehen.
Seit Anfang 2012 wird Pump durch Axel Wiesenauer von Rock N Growl Records als Management vertreten. Im März desselben Jahres nahm die Band neben Freedom Call und Nitrogods an dem Benefiz Festival Rock for one world teil.
Für das vierte Album wurden in Zusammenarbeit mit Produzent und Toningenieur Axel Heckert (u. a. Brainstorm, Symphorce) zwischen 2011 und 2012 insgesamt 14 Titel aufgenommen. Die Veröffentlichung des ursprünglich "Waiting for the Rapture" betitelten Albums war Anfang 2013 geplant. Allerdings trennte sich Sänger Marcus Jürgens kurz nach Beendigung der Aufnahmen im Dezember 2012 überraschend von Pump. Die Band entschied sich daraufhin, die eigentlich fertige CD zu diesem Zeitpunkt nicht zu veröffentlichen.
Mit Oliver Weers aus Dänemark, stellten Pump im Februar 2013 ihren neuen Mann am Mikrofon vor. Weers ist in Dänemark als Teilnehmer der Fernsehshow X Factor bekannt und hat zwei Solo-Alben veröffentlicht, auf denen unter anderem Tommy Aldridge und Marco Mendoza (Whitesnake, Thin Lizzy) mitwirkten.
Oliver Weers nahm in Kopenhagen neue Gesangsspuren zu den bereits vorhandenen Instrumentalspuren auf.
Da sich durch den neuen Sänger das Klangbild der Musik deutlich geändert hatte, beschloss die Band sich umzubenennen.
Unter dem neuen Bandnamen „Miracle Master“ wurde die CD mit dem Titel Tattoed Woman schließlich 2014 veröffentlicht.
Es folgten Konzerte, unter anderem auch als Opener für Tesla (Band).
Das letzte Konzert fand in der Rockfabrik Ludwigsburg statt.
2016 lösten sich Miracle Master auf.
Im Oktober 2018 spielten einige der früheren Pump Mitglieder unter Unterstützung von Timo Michels am Bass und Vitali Schogenow am Schlagzeug eine einmalige Reunion Show unter dem Bandnamen Pump beim Air Axes Metal Club in Steinenbronn.

## Diskografie
Als PUMP:
- 2004: Against Everyone’s Advice (Soulfood)
- 2006: Breakdown to Breakthrough (Metal Heaven)
- 2009: Sonic Extasy (Fastball / Sony)
- 2010: Against Everyone’s Advice (Fastball / Sony) wiederveröffentlicht
- 2010: Breakdown to Breakthrough (Fastball / Sony) wiederveröffentlicht

Als Miracle Master:
- 2014: Tattoed Woman (ZYX Records)